# Radio Days
Radio Days is een Amerikaanse tragikomedie uit 1987, geregisseerd door Woody Allen. De film heeft twee Oscarnominaties gekregen, een voor het beste originele script en een voor de beste "Artdirector". In de film spelen twee ex-vrouwen van Woody Allen mee: Mia Farrow en Diane Keaton

## Verhaal
De film is een terugblik van Joe die zijn geschiedenis vertelt aan de hand van de radio van die tijd. Het verhaal speelt zich af in Queens, New York van eind jaren dertig tot nieuwjaarsdag 1944, de tijd voordat de familie van de verteller tv had. De radio was de enige afleiding in het leven in de volksbuurt waarin de familie van de verteller woont. De Joe die terugblikt, de verteller, is ingesproken door Woody Allen. De Joe die in de film te zien is, wordt gespeeld door Seth Green.

## Rolverdeling
| Acteur         | Personage              |
| -------------- | ---------------------- |
| Danny Aiello   | Rocco                  |
| Woody Allen    | De Verteller           |
| Leah Carrey    | Oma                    |
| Jeff Daniels   | Biff Baxter            |
| Larry David    | Communistische buurman |
| Mia Farrow     | Sally White            |
| Seth Green     | Joe                    |
| Julie Kavner   | Moeder                 |
| Judith Malina  | Mrs. Waldbaum          |
| Kenneth Mars   | Rabbi Baumel           |
| Josh Mostel    | Abe                    |
| Tony Roberts   | 'Silver Dollar' Emcee  |
| Michael Tucker | Vader                  |
| Dianne Wiest   | Bea                    |
| Kenneth Welsh  | Radiostem              |

## Trivia
- Todd Field maakte in Radio Days zijn filmdebuut (als crooner).